# Urban Meyer
Urban Frank Meyer (Toledo, 10 luglio 1964) è un ex giocatore di football americano e allenatore di football americano statunitense.

## Record come capo-allenatore
| Squadra  | Anno     | Stagione regolare | Stagione regolare | Stagione regolare | Stagione regolare | Stagione regolare | Play-off | Play-off | Play-off  |
| Squadra  | Anno     | Vinte             | Perse             | Pareggiate        | %                 | Fine stagione     | Vinte    | Perse    | Risultato |
| -------- | -------- | ----------------- | ----------------- | ----------------- | ----------------- | ----------------- | -------- | -------- | --------- |
| JAX      | 2021     | 2                 | 11                | 0                 | 15.4              | esonerato         | –        | –        | –         |
| Carriera | Carriera | 2                 | 11                | 0                 | 15.4              |                   | –        | –        |           |

## Palmarès
- Campione NCAA: 3

Florida Gators: 2006, 2008
Ohio State Buckeyes: 2014